# Nepustilova metoda
Nepustilova metoda je způsob výuky cizího jazyka vyvinutý roku 1981 Vladimírem Nepustilem. V době vzniku představoval protiklad k tradičním vyučovacím metodám svého druhu používaným v Československu. Principem Nepustilovy metody je co nejrychleji zvládnout gramatiku pomocí přehledných tabulek a drilových cvičení a poté čtením rozšiřovat slovní zásobu. Metoda roku 1994 získala ochrannou známku.

## Nepustilova metoda
Metoda je postavena na psychologických a neurofyziologických základech. Imituje proces vývoje jazyka u dítěte, kde souběžně probíhají tři procesy
- pasivní – neustálé vnímání širokého spektra mluvené řeči
- aktivní – žvatlání, tj. stálým opakováním nejjednodušších prvků řeči si dítě aktivně buduje předpoklady pro srozumitelné vyjadřování
- integrační – podvědomé mapování gramatiky, které zajišťuje vznik rastru – struktury, do níž se pasivně i aktivně osvojené prvky ukládají.

U dospělých je díky logickému myšlení (začíná převládat od 12–14 roku) integrační proces značně zkrácen. Aktivním drilem (žvatláním) se tato struktura převede z vědomí do podvědomí a díky zvládnuté gramatické struktuře se přejde na četbu neupravených originálních textů, což představuje onen široký pasivní záběr jazyka u dítěte. Četba poskytuje motivaci, materiál pro konverzaci a zajišťuje nenásilný růst slovní zásoby bez biflování izolovaných slovíček (což NM přímo zakazuje). Významnou složkou metody zejména na počátku výuky je srovnání mateřského jazyka s cizím jazykem.
Metoda je definována jako rychlý vstup, nikoliv rychlé naučení se jazyka. Záleží pak už na schopnostech a píli každého. Jak řekl sám autor metody:
„…metoda má za hlavní cíl člověka rychle provést úskalími málo příjemných pasáží gramatiky a přivést ho k četbě, která mu dodá motivaci, protože si může vybírat zajímavé články v originále… předvede mu stylistiku cizího jazyka a v neposlední řadě mu dodá slovní zásobu v různorodých kontextech, což podporuje zapamatování slovíček bez jejich biflování, které považuji na těžký nešvar a středověk jazykové výuky. Učení se cizího jazyka se tak stává zábavou, protože zmizí zátěž polodebilních upravených vyumělkovaných textů, pamětní drcení slovíček a ušlý výklad stále těžší a méně záživné gramatiky…“

### Nepustilova jazyková škola a nakladatelství
V roce 1990 založil Vladimír Nepustil v Brně Nepustilovu jazykovou školu. Po náhlém úmrtí Vladimíra Nepustila v roce 1995 vedla školu manželka Sylvie a syn Jiří. Škola pořádá týdenní intenzivní kurzy, víkendové kurzy, dvouměsíční a čtyřměsíční dopolední či odpolední kurzy a zajišťuje výuku cizích jazyků také pro firmy po celé republice. Kromě tradiční angličtiny, němčiny a francouzštiny v roce 2018 přibyla do portfolia školy také čínština. Od roku 1988, kdy byla publikována první učebnice, bylo vydáno ve vlastním nakladatelství mnoho dalších publikací, jež byly v průběhu let doplňovány a modernizovány.

### Vladimír Nepustil
Nepustil vyučoval cizí jazyky, publikoval knihy, sestavoval horoskopy, angažoval se ve veřejných věcech, podílel se na samizdatu, hrál fotbal i šachy, staral se o lidi i zvířata. Byl vizionářem a snílkem.
Narodil se 13. února 1947 v Kroměříži do učitelské rodiny. V roce 1969 úspěšně absolvoval obor čeština němčina na pedagogické fakultě v Brně a v roce 1973 absolvoval s červeným diplomem filosofickou fakultu obor psychologie.
V roce 1977 podepsal Chartu 77 a později i dokument 2000 slov. Následkem bylo propuštění z práce. Byl vyšetřován Státní bezpečností a dostal zákaz vykonávat nejen taková zaměstnání, kde by byl ve styku s veřejností, ale v podstatě jej nechtěli zaměstnat nikde. V letech 1978 – 1983 byl zaměstnán jako pomocný dělník ve společnostech Brnosmalt, MEZ Brno, SAMB a stavěč kulis ve Státním divadle Brno. V roce 1985 pracoval jako uklízeč ve společnosti Agrozet Brno a zároveň zahájil soukromou výuku cizích jazyků vlastní propracovanou metodou. Jejím hlavním principem je dril a propracovaná metodika. Současně v té době začal psát svou první učebnici němčiny.
V roce 1988 realizoval kurzy výuky cizích jazyků a v roce 1990 založil Nepustilovu jazykovou školu a vyšly mu rovněž učebnice angličtiny a němčiny. O tři roky později natočil audio a videokazety němčiny a angličtiny za účasti populárních herců a ve spolupráci s Mgr. Rýcem vydal skripta francouzštiny. Vladimír Nepustil zemřel v roce 1995.